# لو کودی
لو کودی (انگلیسی: Lew Cody؛ زادهٔ ۲۲ فوریهٔ ۱۸۸۴ – درگذشتهٔ ۳۱ مهٔ ۱۹۳۴) هنرپیشهٔ اهل ایالات متحدهٔ آمریکا بود.

## گزینه فیلم‌شناسی
از فیلم‌ها یا برنامه‌های تلویزیونی که او در آن نقش داشته‌است می‌توان به آثار زیر اشاره کرد.
- جان‌فروشی (۱۹۲۳)
- مرد و دوشیزه (۱۹۲۵)
- مونت‌کارلو (فیلم ۱۹۲۶) (۱۹۲۶)
- یک مرد مجرد (فیلم ۱۹۲۹) (۱۹۲۹)
- قانون عمومی (فیلم) (۱۹۳۱)
- خون ورزشی (۱۹۳۱)

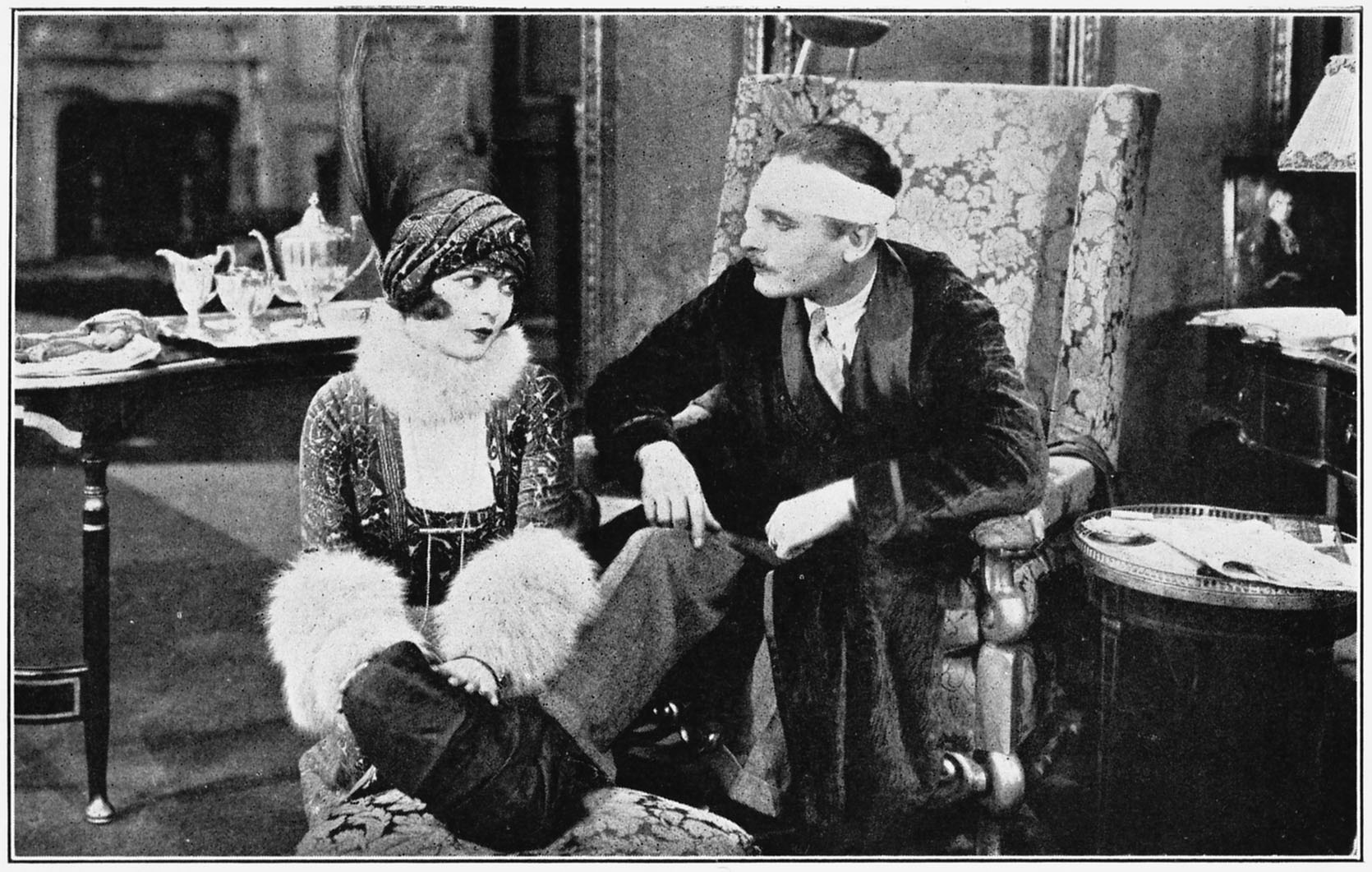
رُنه آدوره و لو کودی در فیلم مرد و دوشیزه، ۱۹۲۵